# Paulina Schlosser
Paulina Schlosser (24 settembre 2001) è una sciatrice alpina tedesca.

## Biografia
Specialista delle prove tecniche attiva dal novembre del 2017, la Schlosser ha esordito in Coppa Europa il 15 dicembre 2019 ad Andalo in slalom gigante e in Coppa del Mondo il 4 gennaio 2022 a Zagabria Sljeme in slalom speciale, in entrambi i casi senza completare la prova; non ha preso parte a rassegne olimpiche o iridate.

## Palmarès

### Coppa Europa
- Miglior piazzamento in classifica generale: 78ª nel 2024

### Campionati tedeschi
- 1 medaglia:
  - 1 bronzo (slalom gigante nel 2023)